# Laetifomes flammans
Laetifomes flammans är en svampart som först beskrevs av Corner, och fick sitt nu gällande namn av T. Hatt. 2001. Laetifomes flammans ingår i släktet Laetifomes och familjen Polyporaceae.   Inga underarter finns listade i Catalogue of Life.